# Velîki Selîșcea, Berezne
Velîki Selîșcea (în ucraineană Великі Селища) este un sat în așezarea urbană Sosnove din raionul Berezne, regiunea Rivne, Ucraina.

## Demografie
Componența lingvistică a localității Velîki Selîșcea
     Ucraineană (99,07%)
     Alte limbi (0,93%)
Conform recensământului din 2001, majoritatea populației localității Velîki Selîșcea era vorbitoare de ucraineană (99,07%), existând în minoritate și vorbitori de alte limbi.